# Vignole (île)
Pour les articles homonymes, voir Vignole.
Vignole est une île de la lagune de Venise, en Italie, située dans la lagune nord-est non loin de Venise et au sud de Sant'Erasmo. Elle est séparée de l'île de La Certosa et celle de Sant'Andrea par deux voies navigables.

## Histoire

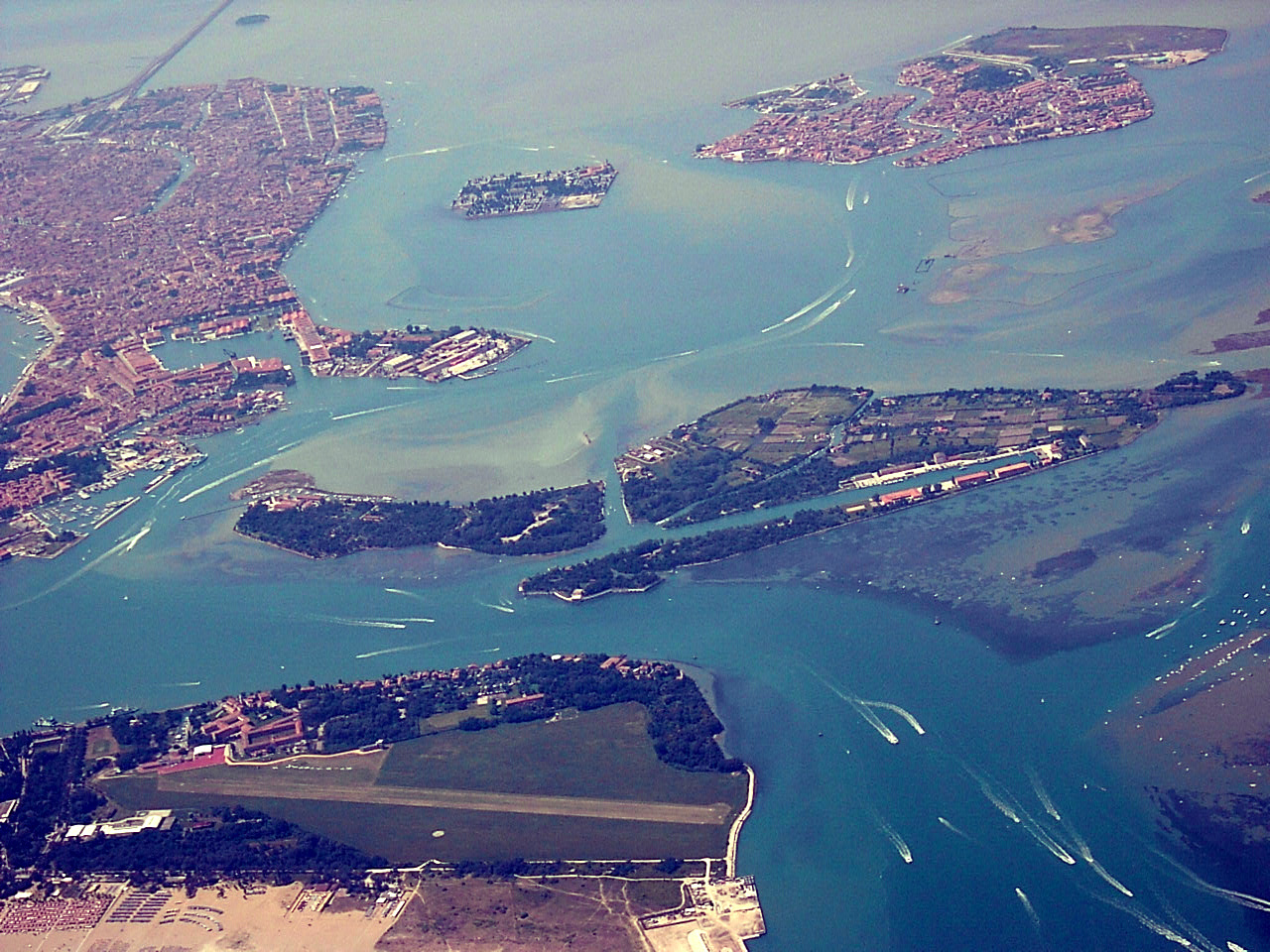
Vue aérienne de Vignole dans le centre droit de l'image.

Dans l'antiquité, l'île était populaire comme station de vacances et a été le lieu des résidences luxueuses de la noblesse d'Altino. À cette époque, le Vignole fut directement baigné par les eaux de la mer Adriatique car les cordons littoraux comme Punta Sabbioni (it) ne s'étaient pas encore formés. L'île fut aussi connue sous les noms de Biniola et Île des Sept Vignes.
Au VIIe siècle, deux tribuns de Torcello décidèrent de construire une petite église dédiée à Saint-Jean-Baptiste et Sainte-Justine. De cette construction, il reste une chapelle dédiée à Sainte-Orosie (Sant'Eurosia) et un clocher.
Au XVIe siècle, la Sérenissime a posté des garnisons militaires sur Vignole et sur Sant'Andrea. 
Actuellement, l'île est consacrée à l'horticulture.